# Estación de Cazoña
Cazoña es un apeadero ferroviario situado en el municipio español de Santander en la comunidad autónoma de Cantabria. Forma parte de la red de vía estrecha operada por Renfe Operadora a través de su división comercial Renfe Cercanías AM. Está integrada dentro del núcleo de Cercanías Cantabria al pertenecer a la línea C-2 (antigua F-1 de FEVE) que une Santander con Cabezón de la Sal.

## Situación ferroviaria
La estación se encuentra en el punto kilométrico 527,264 de la línea férrea de ancho métrico que une Ferrol con Bilbao, en su sección de Llanes a Santander, a 20 metros de altitud. El tramo es de vía doble y está electrificado.

## Historia
Aunque construida en el tramo Santander-Cabezón de la Sal, de la línea Santander-Llanes, abierto al tráfico el 2 de enero de 1895 por la Compañía del Ferrocarril Cantábrico, no se dispuso ninguna parada en el lugar. Su creación es posterior para mejorar el servicio ferroviario en la zona. El recinto, cuando fue construido, dependía de la empresa pública FEVE, que mantuvo su gestión hasta el año 2013, momento en el cual la explotación fue atribuida a Renfe Operadora y las instalaciones a Adif.

## La estación
Consta de dos andenes los cuales no están enfrentados, sino que el andén sentido Santander está ubicado al norte del paso inferior de la N-611, disponiéndose en curva, y el andén sentido Cabezón de la Sal está situado al sur de dicho paso inferior, dispuesto en la recta posterior a la curva. El acceso a las instalaciones, en ambos casos, se realizan desde la N-611.

## Servicios ferroviarios

### Cercanías
Forma parte de la línea C-2 (Santander - Cabezón de la Sal) de Cercanías Cantabria. Tiene una frecuencia de trenes cercana a un tren cada treinta o sesenta minutos en función de la franja horaria. La cadencia disminuye durante los fines de semana y festivos.